# Продление жизни: Практический научный подход
Продление жизни: практический научный подход (англ. «Life Extension: A Practical Scientific Approach») — книга 1982 года, в которой популяризируется продление жизни и стимуляция умственной деятельности посредством ноотропов. Авторы книги — Дурк Пирсон (англ. Durk Pearson) и Сэнди Шоу (англ. Sandy Shaw). Эта книга популярна среди людей, пытающихся использовать достижения биотехнологий для потенциального продления жизни при отсутствии научных доказательств эффективности используемых методов, что похоже на религиозный культ
Книга содержит много различных утверждений о методах препятствования старению, улучшения здоровья и внешности.
Aвторы книги основываются в своих рассуждениях на гипотезе, согласно которой главной причиной старения являются свободные радикалы, и рекомендуют читателям употреблять антиоксиданты для предотвращения их предполагаемого вреда.
Особенностью книги является несколько полностраничных фотографий её авторов, Дерка Пирсона и Сэнди Шоу, позирующих в бодибилдерских позах и демонстрирующих впечатляющую мускулатуру для «научных исследователей, ведущих сидящий образ жизни», которую, по их утверждению, они приобрели благодаря ежедневно употребляемым «освобождателям гормона роста».
В 1982—85 годах книга несколько раз переиздавалась (ISBN 0-446-51229-X, ISBN 0-446-51272-9, ISBN 0-446-38735-5, ISBN 0-446-87990-8 и другие).

## Критика
Геронтологи выразили преимущественно негативные мнения об этой книге.
Леонард Хейфлик охарактеризовал книгу как говорливый, поверхностный взгляд на область, добавив, что ему неприятно узнать, что имеется существенное количество людей, принимающих её содержание как руководство к действию: «It’s a glib, superficial overview of the field. I would be very unhappy to learn that there were substantial numbers of people depending on its contents for guidance».
Денхам Харман, на свободнорадикальную теорию старения которого опиралась книга, выразил мнение, что книга в основном хорошая и добавил, что ему приятно видеть книгу о старении с списке наиболее продаваемых книг (бестселлеров): «I think basically the book is sound. … It’s nice to see a book on aging on the best-seller lists»
Рой Уолфорд (он некоторое время был партнёром компании Gerontix, продающей препараты для противодействия старению и улучшению здоровья) написал, что геронтология всегда была «благоприятными охотничьими угодиями» для чудаков, шарлатанов, псевдонаучных второстепенных персонажей и просто неправильно информированных энтузиастов, предлагающих «готовые средства» против старения. … Пирсон и Шоу находятся среди этого длинного списка энтузиастов. … Большая часть книги Пирсона и Шоу основывается на низкокачественных доказательствах и на их субъективных свидетельствах: «Gerontology has always been the happy hunting ground for faddists, charlatans, pseudoscientific fringe characters, and just misinformed enthusiasts with 'ready cures' for aging. … Pearson and Shaw are among this long list of enthusiasts. … Most of the Pearson/Shaw book relies on this lower-order category of evidence, and upon the testimonial posturing of Pearson and Shaw themselves»